# Luisa Mercedes Levinson
Pour les articles homonymes, voir Levinson.
Luisa Mercedes Levinson (Buenos Aires, 5 janvier 1904 - 8 mars 1988 ) est une journaliste et écrivain argentin.
Elle est l'auteur de romans comme La casa de los Felipes, Concierto en mi, La isla de los organilleros, A la sombra del búho et El último Zelofonte ainsi que des œuvres théâtrales comme Tiempo de Federica et Julio Riestra ha muerto. On lui doit, finalement, un conte à quatre mains, écrit avec Jorge Luis Borges: La sœur d'Eloisa.
Marco Denevi a dit d'elle : « La meilleure œuvre de Luisa Mercedes Levinson c'est elle-même » ; visionnaire, elle est considérée comme un précurseur du réalisme magique.